# Ray Rice
Raymell Mourice Rice (* 22. Januar 1987 in New Rochelle, New York) ist ein ehemaliger US-amerikanischer American-Football-Spieler, der auf der Position des Runningbacks spielte. Er war in seiner Karriere für die Baltimore Ravens in der National Football League (NFL) aktiv und spielte College Football an der Rutgers University.

## College
Rice spielte von 2005 bis 2007 an der Rutgers University. 
Er kam in den drei Jahren auf 4.926 Yards in 910 Laufspielzügen und fing 37 Bälle für 334 Yards. Insgesamt schaffte er dabei 50 Touchdowns.

## NFL

### NFL-Spielerkarriere
Rice wurde im NFL Draft 2008 in der 2. Runde an insgesamt 55. Stelle von den Baltimore Ravens ausgewählt.
Wurde er in seiner ersten NFL-Saison noch gelegentlich eingesetzt, war er bereits ab 2009 wichtiger Startspieler auf der Position des Runningbacks. Er schaffte in seiner zweiten Saison gleich 1.339 Yards in 254 Laufspielzügen und kam dabei auf 7 Touchdowns. Zusätzlich fing er 78 Bälle im Passspiel und kam auf 702 Yards und einen Touchdown. Aufgrund seiner Leistungen wurde er in diesem Jahr erstmals in den Pro Bowl gewählt.

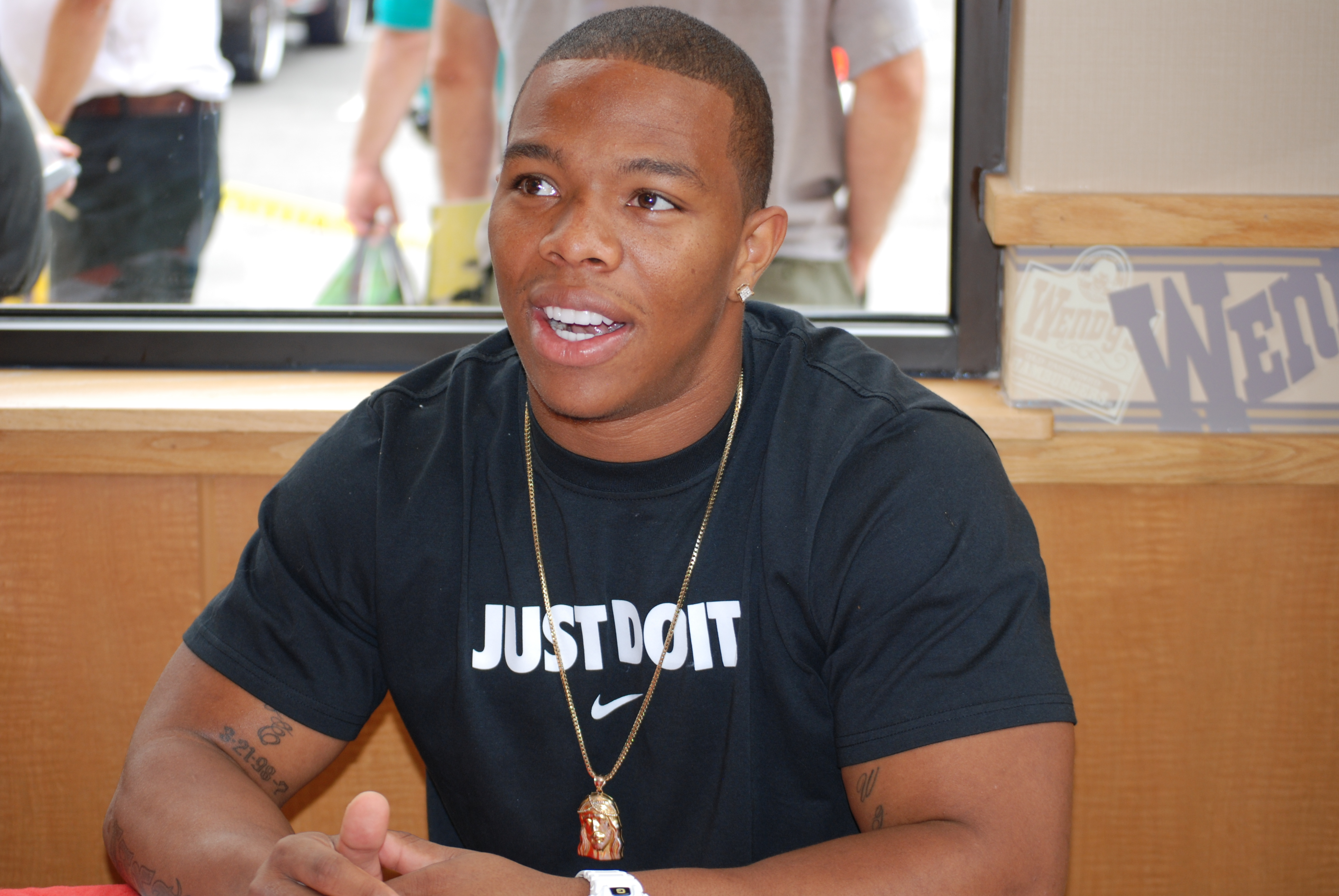
Rice beim Autogrammschreiben 2009

2010 schaffte Rice 1.220 Yards in 307 Laufspielzügen und 556 Yards im Passspiel. Insgesamt konnte er 6 Touchdowns verbuchen.
Auch 2011 erbrachte er überragende Leistungen. Statistisch gesehen war diese Saison die beste seiner NFL-Karriere, denn er schaffte insgesamt 15 Touchdowns und lief 1.364 Yards und fing 76 Bälle für 704 Yards. Rice lief die zweitmeisten Yards im Vergleich mit allen Runningbacks und blieb nur hinter Maurice Jones-Drew. Er wurde in diesem Jahr zum zweiten Mal in den Pro Bowl gewählt und nahm am Pro Bowl 2012 teil.
Die NFL-Saison 2012 wurde zur sportlich erfolgreichsten von Ray Rice. Er wurde mit den Ravens AFC Champion und gewann den Super Bowl XLVII. Auch persönlich wurde Rice für seine Saisonleistung ausgezeichnet, indem er zum dritten Mal in den Pro Bowl gewählt und damit zum Teilnehmer des Pro Bowl 2013 wurde.
In der Saison 2013 konnte Rice nicht an seine bisherigen Leistungen in der NFL anknüpfen. Er schaffte nur 660 Yards in 214 Laufspielzügen und 321 Yards in 58 Passspielzügen. Insgesamt kam er auf nur 4 Touchdowns.

### Video-Skandal um häusliche Gewalt
Am 8. September 2014 tauchte im Internet ein Video einer Überwachungskamera eines Aufzugs des Revel Hotels in Atlantic City auf, das Rice dabei zeigte, wie er seine damalige Verlobte Janay Palmer in einem Streit mit einem gezielten Schlag ins Gesicht bewusstlos schlug und anschließend aus dem Aufzug zerrte.
Der Vorfall ereignete sich bereits im März 2014. Damals machte Palmer, die während des Kursieren des Videos im September 2014 bereits mit Rice verheiratet war, vor Gericht aber keine Aussage und die Anklage gegen Rice wurde fallen gelassen. Der NFL-Commissioner Roger Goodell verhängte für Rice diesbezüglich aber bereits im Juli 2014 eine Zwei-Spiele-Sperre. Nach der Veröffentlichung des Videos im September war der allgemeine Druck auf die NFL und die Baltimore Ravens durch Medien und internationale Stimmen kurz vor der Saison 2014 so groß, dass Rice schließlich von den Ravens entlassen und von der NFL auf unbestimmte Zeit gesperrt wurde. Die Ravens boten ihren Fans sogar an, erworbene Trikots von Ray Rice kostenfrei gegen ein anderes Spielertrikot umzutauschen.
Rice versuchte, sich nach dem Skandal wieder in der NFL zu etablieren und einen neuen Arbeitgeber zu finden. Er war sogar bereit, auf sein Gehalt zu verzichten und dieses für Kampagnen gegen häusliche Gewalt zu spenden, um nicht im Skandal aus der Sportwelt zu scheiden und, wie er selbst sagt, "sein Gesicht vor seinen Kindern zu wahren". Gleichzeitig sah er aber ein, dass seine NFL-Karriere aller Voraussicht nach endgültig vorbei sei.